# Rönntjärnen, Västerbotten
Rönntjärnen är en sjö i Skellefteå kommun i Västerbotten och ingår i Byskeälvens huvudavrinningsområde.